# Phaeacius
Phaeacius is een geslacht van spinnen uit de familie springspinnen (Salticidae).

## Soorten
De volgende soorten zijn bij het geslacht ingedeeld:
- Phaeacius alabangensis Wijesinghe, 1991
- Phaeacius azarkinae Prószyński & Deeleman-Reinhold, 2010
- Phaeacius biramosus Wijesinghe, 1991
- Phaeacius canalis Wanless, 1981
- Phaeacius fimbriatus Simon, 1900
- Phaeacius lancearius (Thorell, 1895)
- Phaeacius leytensis Wijesinghe, 1991
- Phaeacius mainitensis Barrion & Litsinger, 1995
- Phaeacius malayensis Wanless, 1981
- Phaeacius saxicola Wanless, 1981
- Phaeacius wanlessi Wijesinghe, 1991
- Phaeacius yixin Zhang & Li, 2005
- Phaeacius yunnanensis Peng & Kim, 1998